# Siuslaw River
Der Siuslaw River ist ein Fluss im Lane County im US-Bundesstaat Oregon.
Er entspringt in der Oregon Coast Range und mündet nach 177 km in den Pazifischen Ozean.

## Geographie
Die Quellbäche des Siuslaw River entspringen westlich von Eugene, etwa acht Kilometer westlich von Cottage Grove, ein anderer Quellbach ist der Lake Creek. Beide Bäche entspringen oberhalb des Willamette Valley im Regenschatten der Oregon Coast Range. Der Fluss fließt westnordwestlich durch die Bergkette und mündet bei Florence in den Pazifischen Ozean.

## Umwelt
Das Flusstal gehörte zu den ergiebigsten Holzeinschlaggebieten Oregons, so dass der ursprüngliche Urwald abgeholzt und durch Sekundärwald ersetzt ist. Im Unterlauf fließt der Siuslaw River durch den Siuslaw National Forest.
Im Mündungsgebiet des Flusses kommen Königs- und Silberlachse vor, außerdem ist der Fluss Laichgebiet für Regenbogenforellen.

## Sehenswürdigkeiten und Bauwerke
Die 478 m lange Siuslaw River Bridge, mit der der U.S. Highway 101 den Fluss bei Florence überquert, wurde 1936 von Conde McCullough erbaut. Südlich der Flussmündung liegen der Jessie M. Honeyman Memorial State Park sowie das Oregon Dunes National Recreation Area.

## Wirtschaft
Der Fluss ist ein beliebtes Angelgewässer, wobei die Fischbestände in den letzten Jahren stark abgenommen haben. Bei Florence befindet sich eine Marina.